# JASON
JASON е независима изследователска група от американски учени, които консултират правителство на САЩ по въпроси, свързани с науката и техниката, основно с конфиденциален характер. Групата е създадена през 1960 г. и получава известност по време на Виетнамската война при създаването на Линията на Макнамара (система от защитни съоръжения, строена през 1966 – 1968 години във Виетнам по идея на JASON и възприета от Робърт Макнамара). По-голямата част от изследователската работа на групата е посветена на въпроси, свързани с отбраната, а несекретните доклади засягат проблеми на здравеопазването, кибербезопасността и възобновяемата енергетика.
Историята на възникването и дейността на това общество е разкрита за пръв път в книгата „Язоновците: Тайната история на следвоенния научен елит“.